# Welt

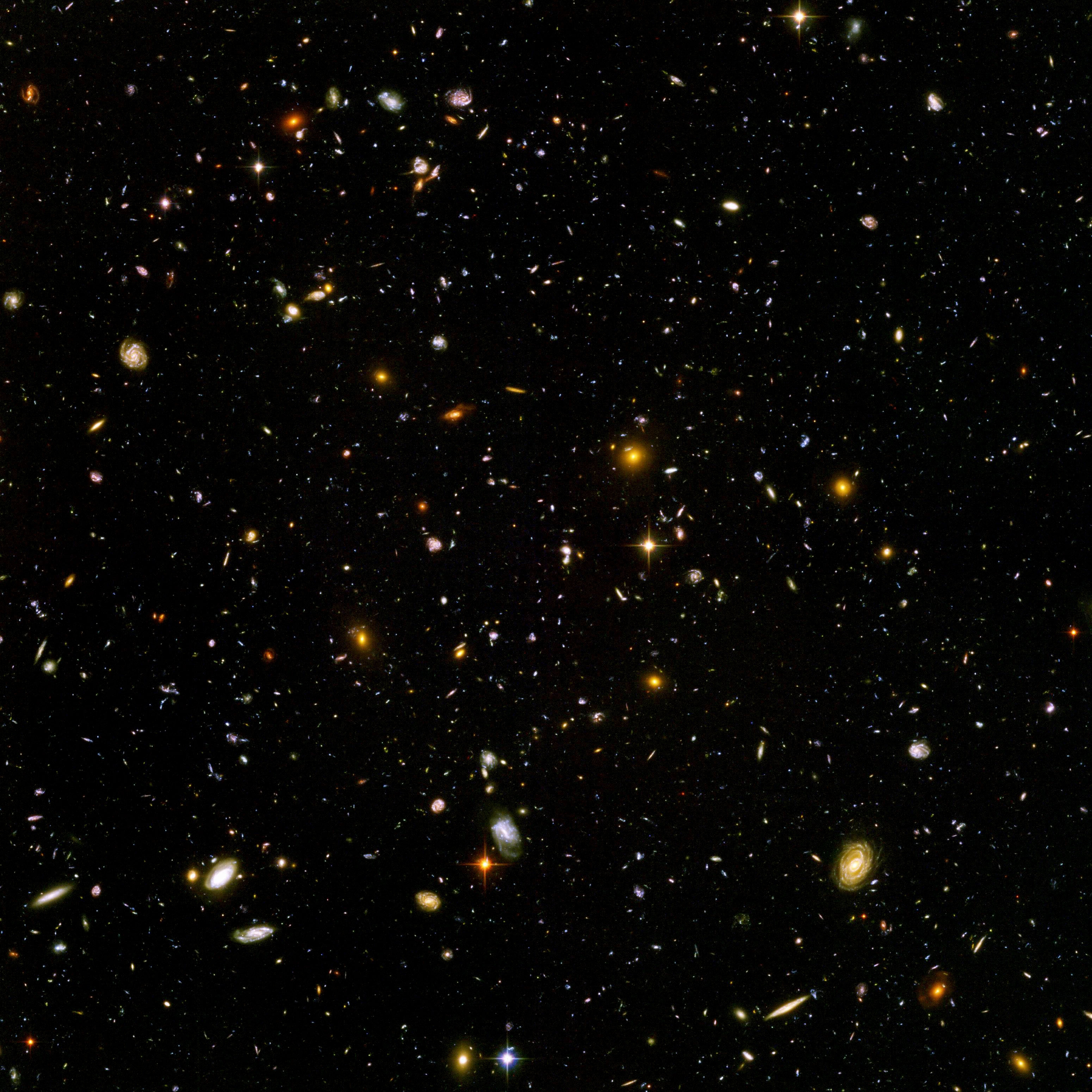
Das große Ganze weiter Welt: Ein Blick ins Universum (Hubble Deep Field 1995)

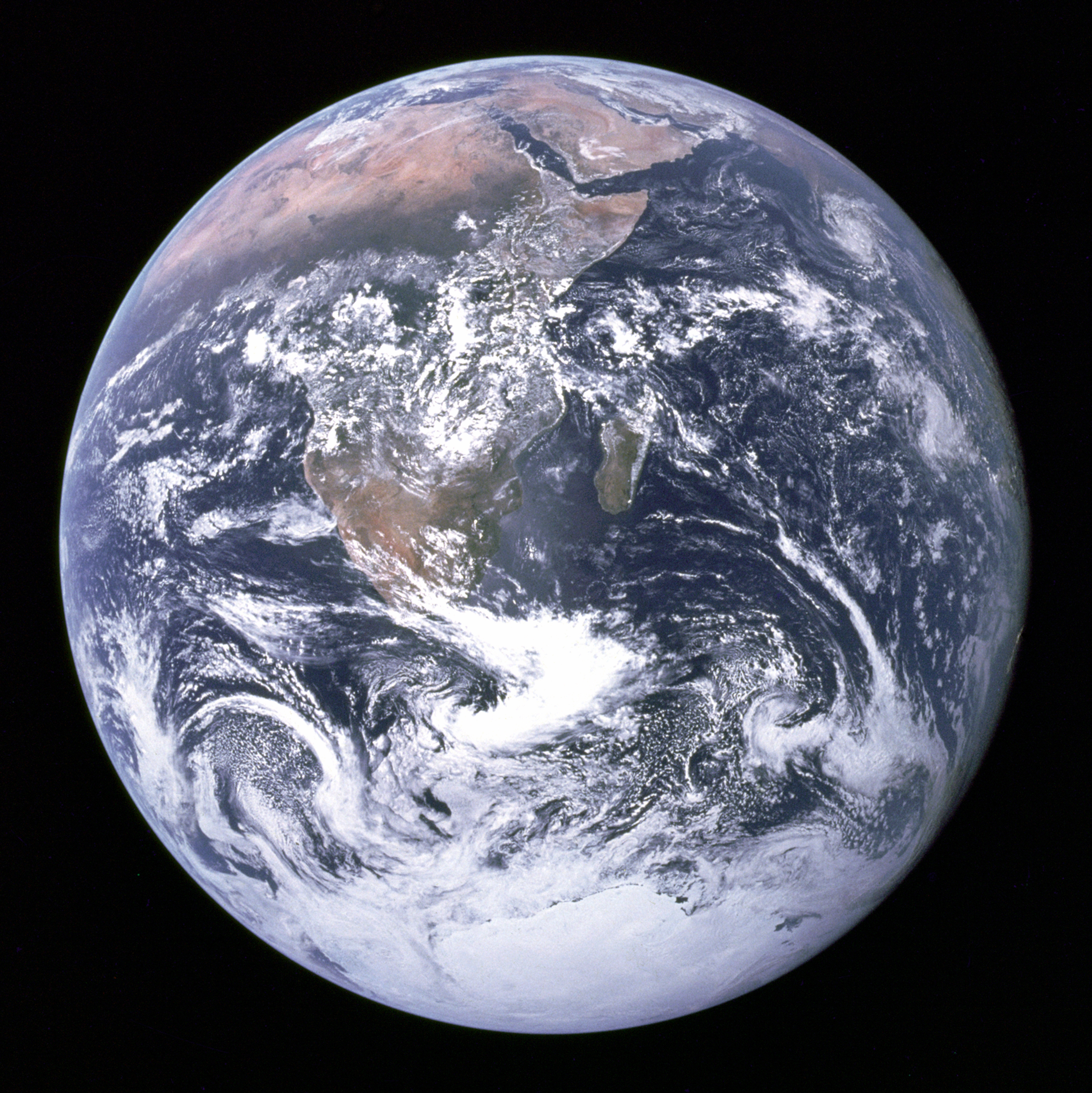
Unsere Welt: Die kugelige Erde (1972)

Als Welt wird in verschiedenen Zusammenhängen die Gesamtheit der begreifbaren oder erkennbaren Dinge und deren Beziehungen zueinander bezeichnet. Das menschliche Verständnis der Welt hat sich im Laufe der Jahrhunderte geändert, was zu verschiedenen kosmologischen, philosophischen und theologischen Weltbildern geführt hat. Am weitesten gefasst bezeichnet „Welt“ alles, was ist. Der Begriff umfasst also keine Einzelerscheinungen, sondern eine Totalität. 
Innerhalb dieser gesamten Welt gibt es Bestandteile, die im übertragenen Sinn ebenfalls als „Welt“ bezeichnet werden, beispielhaft die Pflanzenwelt als Gesamtheit aller Pflanzen oder die Neue Welt (der amerikanische Kontinent) in Abgrenzung zur Alten Welt. Umgangssprachlich wird das Wort synonym für Erde oder Global gebraucht, etwa im Zusammenhang von Weltwirtschaft, Weltkarten oder Weltgeschichte. 

## Wortherkunft und Bedeutungswandel
„Welt“ leitet sich im Deutschen, Englischen (world) und Niederländischen (wereld) von germanischen Wortwurzeln ab: althochdeutsch ist weralt oder worold für das 8. Jahrhundert mit der Bedeutung „Zeitalter“ überliefert und setzt sich nach gängiger Auffassung aus den Wurzeln wer (Mann) und alt (seit langer Zeit bestehend) zusammen. Das Wort wurde wohl im Zuge der Christianisierung mit den lateinischen Worten saeculum (Zeitalter, Jahrhundert) und mundus (Welt, Weltordnung, Schöpfung) gleichgesetzt, wodurch der Bedeutungsinhalt des „Zeitalters“ veraltete, und der Bedeutungsinhalt „irdische Welt“ übrigblieb. Mittelhochdeutsch wurde das Wort noch werlt geschrieben. In romanischen Sprachen entstammt das entsprechende Wort direkt aus dem Lateinischen, etwa mundo (spanisch), monde (Französisch) und mondo (italienisch).
Im Mittelalter wurden auch Menschenansammlungen noch als Welt bezeichnet, etwa wenn ein Herrscher „eine große Welt“ auf Heerbann sammelte. Diese Bedeutung kam in der Neuzeit aus der Mode. Bis in das 19. Jahrhundert hielt sich eine Bedeutung von „Welt“ als Synonym für die menschliche Gesellschaft, und insbesondere deren gehobene Kreise, welche als „große Welt“ oder „feine Welt“ bezeichnet wurden. Wer in diesen Kreisen verkehrte, galt „weltgewandt“ oder als „Mann von Welt“. Die „gelehrte Welt“ bezeichnet die Gemeinschaft der Gelehrten; öffentliche Handlungen geschehen „vor den Augen der Welt“. Vor allem in Redewendungen ist diese Bedeutung bis heute gängig, etwa in „alle Welt weiß, dass…“ oder „weltberühmt“.
Die Pluralform „Welten“ wurde erst ab dem 16. Jahrhundert gebräuchlich, zuvor wurde das Wort nur im singularen Zusammenhang gebraucht. Die zusätzlich aufkommenden Welten waren philosophisch-metaphysischer Natur (die jenseitige Welt, die Unterwelt, aber auch die beste aller Welten) oder meinten konkrete astronomische Welten, die als „Weltkörper“ ähnlich der Erde identifiziert wurden. Bis ins 20. Jahrhundert war „Welt“ das geläufigere Synonym für den Fachbegriff Planet, „unsere Welt“ meint entsprechend den Planeten Erde.

## Definitionsschwierigkeiten
Die Einschätzung, was zu diesem Begriff im Einzelnen genau gehört, ist abhängig von subjektiven und kulturellen Vorstellungen. Deshalb bestehen je nach individuellem Wissensumfang und besonders dem jeweiligen Kulturareal unterschiedliche Ansichten darüber, was unter Welt genau zu verstehen sei. Im Laufe der Zeit haben sich sehr viele verschiedene Verwendungen des Begriffs herausgebildet.
So ist zum Beispiel im Gegensatz zum vergleichsweise exakt definierbaren Begriff der Erde im Sinne des räumlich klar definierten Planeten der Begriff Welt meist weiter gefasst und umfasst in seiner weitesten Auslegung die Gesamtheit des physikalischen Universums bzw. des Weltalls sowie alles Seiende, das sich innerhalb dieses Universums als existierend wahrnehmen oder annehmen lässt. Für die Griechen der Antike hingegen war die Welt ein Kosmos, also im Gegensatz zum Chaos ein wohlgeordnetes harmonisches Ganzes. Der Begriff Welt muss daher für eine genaue Definition immer im Kontext kultureller, religiöser, wissenschaftlicher und philosophischer Anschauungen behandelt werden.

## Der Begriff „Welt“ in verschiedenen Disziplinen

### „Welt“ als geografische Gesamtheit der Erde

Weltkarte der Nürnberger Chronik (1493) – „Die werlt wirdt daruemb ein umbkrais genant dz sie simbel rotund gescheybelt oder kugelt ist.“

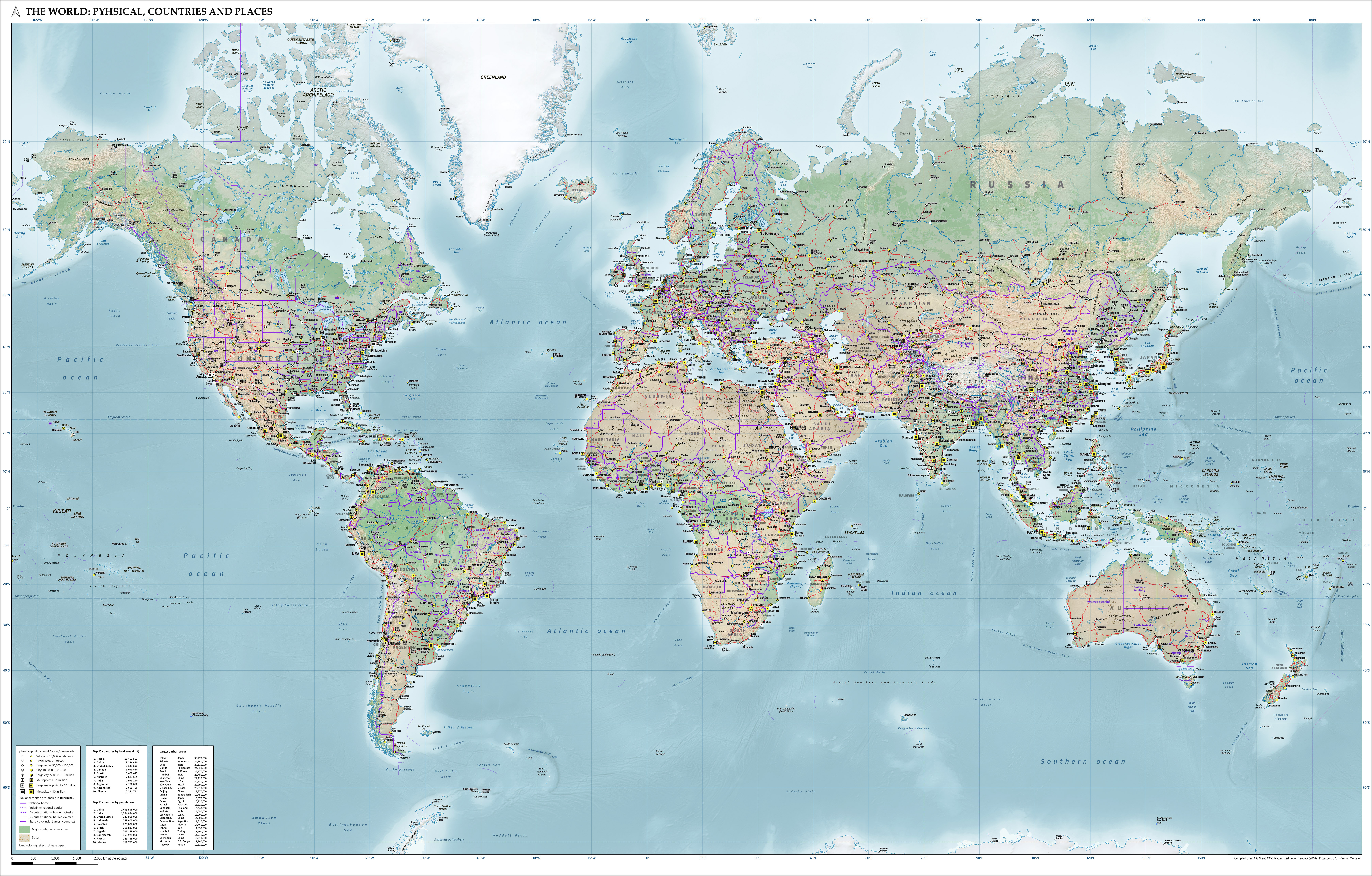
Weltkarte mit physischen, politischen und Bevölkerungsmerkmalen gemäß 2018 in Mercator-Projektion, basierend auf den CC0 Geodaten Natural Earth.

Die Bezeichnung „Welt“ wird bis heute in umgangssprachlichen Zusammenhängen synonym zu „Erde“ gebraucht, so beispielsweise bei der „Weltkarte“ (lateinisch mappa mundi) als einer Karte der gesamten Erdoberfläche. Erste Weltkarten wurden bereits in der Antike gezeichnet. Sie umfassten den jeweils bekannten Teil der Erdoberfläche, sowie gelegentlich Darstellungen des Himmels, der Natur und teilweise auch der Götter.
Auch Kulturen außerhalb Europas prägten Bezeichnungen für die ihnen bekannte Welt, womit auch spezifische Weltbilder einhergingen, beispielhaft etwas die chinesischen Worte ‚世界‘ (in etwa: Erdkreis) und ‚天下‘ (Tianxia, „(alles) unter dem Himmel“). 
Die bis in die frühe Neuzeit noch griechischen und lateinischen Publikationen in Europa verwendeten für die Beschreibungen der naturphilosophischen Gegebenheiten allerdings auch je nach Umfang der Darstellung die Worte „universalis“ und „cosmologiae“ anstatt „mundi“.
Das Weltbild des europäischen Mittelalters änderte sich durch die astronomischen und geografischen Entdeckungen der Neuzeit, während das Wort „Welt“ in deutschen Publikationen als Übersetzung verwendet wurde. Nunmehr musste zwischen der Erde als einzelnem Planeten und der Welt als ganzem Universum unterschieden werden. Doch auch heute noch bezeichnet „Welt“ umgangssprachlich eher das erstere: wenn man von „Weltgeschichte“ spricht, ist in erster Linie die Geschichte der menschlichen Gesellschaft gemeint. Auch Worte wie Weltpolitik, Weltkrieg, Weltfrieden, Weltherrschaft etc. beziehen sich nicht auf den gesamten Kosmos.

### „Welt“ als Teilbereich
„Welt“ wird auch umgangssprachlich benutzt, um einen abgegrenzten Teilbereich (eigentlich: ein System) innerhalb der größeren Welt zu bezeichnen. Die „Berufswelt“ oder die „Welt der Politik“ sind stehende Begriffe für Gesamtheiten von gesellschaftlichen Teilbereichen; die „Pflanzenwelt“ oder die „Welt der Bücher“ stehen für mehr oder weniger abgeschlossene Gesamtheiten von Dingen und deren Beziehungen zueinander. Entsprechend werden auch Publikationen benannt, deren Berichterstattung sich auf den titelgebenden Teilbereich spezialisiert, etwa Die Welt der Slaven oder Welt der Frau.
In der Politik wird „Welt“ ebenfalls für Abgrenzungen in geografischer, wirtschaftlicher und kultureller Hinsicht verwendet. Man spricht zum Beispiel von der Alten Welt, der Neuen Welt, von einer Ersten, Zweiten, Dritten und Vierten Welt oder auch von einer westlichen und einer islamischen Welt. Auch ein „Weltreich“ oder eine „Weltmacht“ beherrschen nicht die gesamte Erde, sondern üben bloß großen Einfluss aus.

### „Welt“ als Gesellschaftsbegriff
Im Sprachgebrauch gibt es viele Ausdrücke, die das Wort „Welt“ in Bezug auf menschliche Haltungen gegenüber der Gesamtheit des sie Umgebenden beinhalten. Meist gehört zu einem derart auf menschliche Zusammenhänge bezogenen Weltbegriff auch die Vorstellung von bestimmten Regeln, nach denen die Welt funktioniert und gewissen Glaubenssätzen, die als Grundlagen des „Weltverhaltens“ und der „Weltdeutung“ gelten.
Zur Welt als sozialer Kategorie gehören zum Beispiel Begriffe wie Weltanschauung und Weltbild, also die Sicht des Menschen auf die Dinge um ihn herum und seine Deutung derselben. Attribute wie „weltoffen“, „weltgewandt“ oder „weltfremd“ beziehen sich auf Welt als Synonym für Gesellschaft und Kultur, wobei ein Mensch als umso weltgewandter gilt, je mehr er sich in der Welt, d. h. auch in anderen Kulturkreisen, zurechtzufinden weiß. Weichen Denken und Handeln eines Individuums von gesellschaftlich anerkannten Normen zu stark ab, spricht man davon, dass es „weltfremd“ sei oder in einer „Privatwelt“, „Fantasiewelt“ oder „Scheinwelt“ lebe. Als „weltabgewandt“ gilt zum Beispiel das Leben von Eremiten, Mystikern oder Asketen.

### „Welt“ in der christlichen Theologie
Im Christentum bezeichnet „Welt“ die Gesamtheit der Menschen und natürlichen wie übernatürlichen Mächte, die dem Willen Gottes entgegenstehen. In Joh 16,11  bezeichnet Jesus Satan als „Herrscher dieser Welt“. Dieses Verständnis führt daher in dem Sinne zum Bruch mit der Welt, dass Gottes Wille in allen Dingen maßgeblich wird, anderseits zu einem Eigenwert der Welt als von Gott gemachter, jedoch sündig gewordener Schöpfung. Oft wird in der Theologie auch die Formulierung „weltlich“ gebraucht, d. h. im Sinne des zeitlich Irdischen, Säkularen, Materiellen, Profanen im Unterschied zum Göttlichen, Heiligen und Ewigen. Als Erlöser der Welt von Sünde, Tod und Hölle ist Jesus Christus nach biblischer Lehre das Ziel der Bestimmung jedes Menschen und der ganzen Geschichte. Alle Sünden, besonders hervorgehoben der Ungehorsam gegen Gottes Weisung, die Lüge, die Habgier, der Götzendienst, der Okkultismus jeder Form, die fehlgeleitete Sexualität, zählen im Christentum zum Bereich des Weltlichen, das der Gläubige durch die Hinwendung zu Jesus Christus, das Empfangen der aus verdienstloser göttlicher Gnade geschenkten Seligkeit zu überwinden habe. Die Apokalypse ist in der christlichen Eschatologie das durch Gott während des Jüngsten Gerichts herbeigeführte Ende der Welt und der Anfang des vollendeten Gottesreiches.

### „Welt“ in der Philosophie

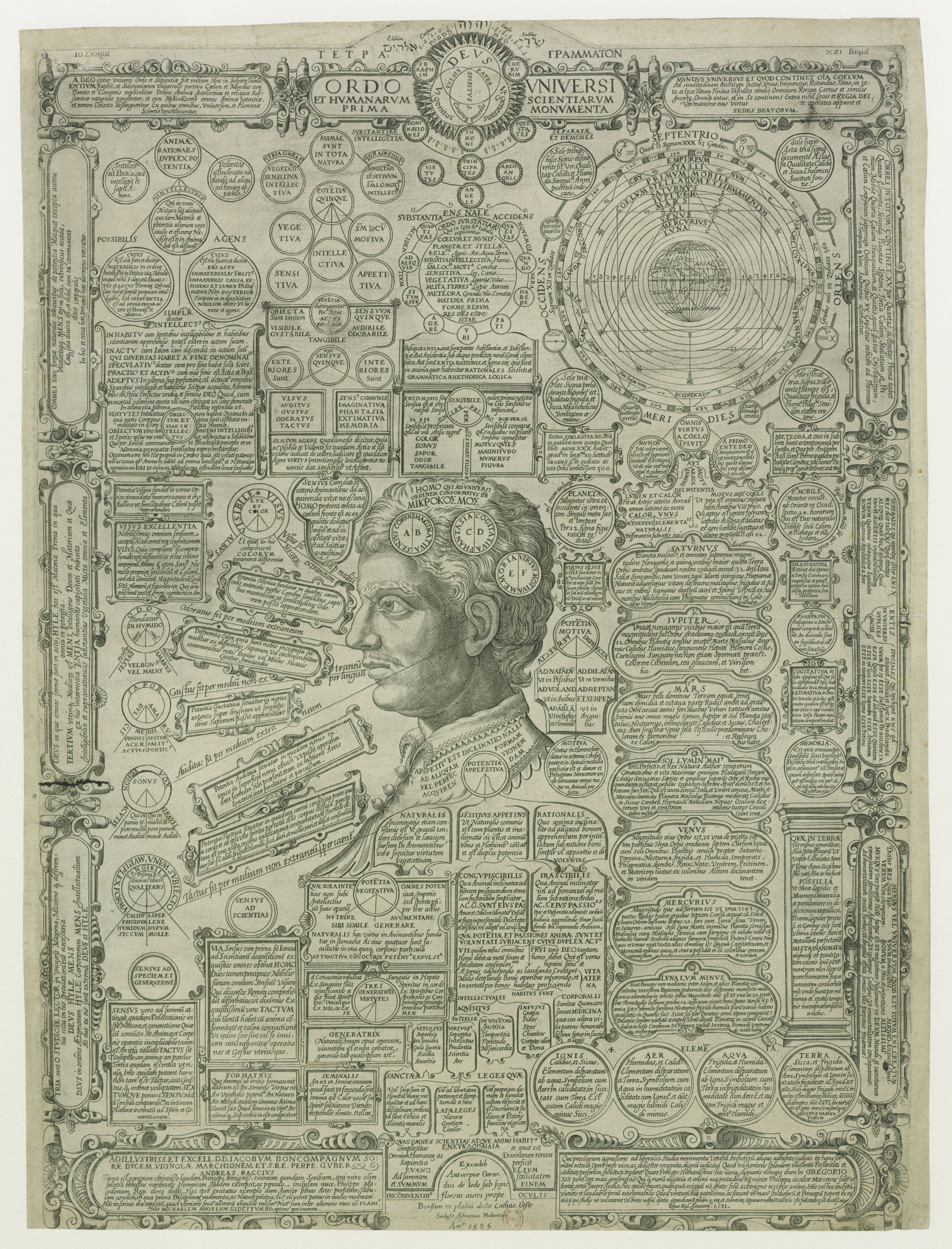
Ordo Universi, eine Darstellung des Wissens um die Weltordnung aus dem 16. Jahrhundert

Für die Philosophie gibt es eine große Zahl von Bedeutungsmöglichkeiten, die sich meist auf die Totalität der Welt als Ganzes beziehen.
Griechische Philosophen betrachteten die Welt oft als ein beseeltes Ganzes und verwendeten dafür eine Vielzahl von Begrifflichkeiten, darunter Schöpfung, Kosmos, Wesenheit oder Gesamtheit (ὅλος, holou). Eine frühe deutschsprachige Definition von „Welt“ stammt von Gottfried Wilhelm Leibniz: „die ganze Folge und Zusammenstellung aller bestehenden Dinge“ Leibniz postulierte auch den oft missverstandenen Begriff der besten aller möglichen Welten.
In der Formulierung eines „Weltgeists“ bei Hegel schwingt eine universelle Dimension des philosophisch Absoluten mit.
Für Immanuel Kant kommt dem Begriff der Welt lediglich regulative Bedeutung zu, da ihr keine Anschauung entspricht. Anschauungen haben wir nämlich stets nur von einzelnen Objekten. Die Welt kann uns aber niemals als Einzelnes, noch „als Ganzes“ gegeben sein. Trotzdem hat der Begriff einen gewissen Wert als „Orientierungshilfe“, die Idee der Welt bleibt eine regulative Idee der reinen Vernunft.
Friedrich Nietzsche polemisierte gegen den Anspruch, die Totalität der Welt erfassen zu wollen, und bezeichnete sie 1874 in Vom Nutzen und Nachteil der Historie für das Leben als „Hyperbel aller Hyperbeln“. Statt von „Welt“ solle besser vom Menschen die Rede sein. In seinen nachgelassenen Papieren findet sich die Bemerkung, es gebe nur „eine Welt, und diese ist falsch, grausam, widersprüchlich, verführerisch, ohne Sinn … Eine so beschaffene Welt ist die wahre Welt. Wir haben Lüge nötig, um über diese Realität, diese ‚Wahrheit‘ zum Sieg zu kommen, das heißt, um zu leben“.
Für die Phänomenologie ist die Welt ein Horizontphänomen. Das heißt, sie ist nach Karl Jaspers für die menschliche Existenz nur in Form von Grenzsituationen erfahrbar und lässt sich gerade nicht beschreiben als die Summe alles Seienden. Die Welt ist vielmehr erst die Bedingung dafür, dass uns „in ihr“ einzelne Dinge begegnen können. Sie geht damit jeglichem Bezug gegenüber Innerweltlichem voraus. Martin Heidegger versuchte außerdem, die Subjekt-Objekt-Spaltung durch den Begriff des In-der-Welt-Seins zu überwinden. Während der neuzeitliche Subjektivismus mit Descartes ein Auseinanderfallen von Subjekt und Objekt hervorbrachte und damit die erkenntnistheoretische Frage, wie dem weltlosen Subjekt der Zugang zur „Außenwelt“ gelinge, ist für Heidegger dem Menschen immer schon eine Welt mitgegeben. Hinter das Phänomen der Welt kann dabei denkerisch nicht zurückgegangen werden, da die Welt eine sinnhafte Totalität ist. Sinn ist jedoch ein Emergenzphänomen, das nicht durch Zusammenstücken von zunächst sinnlosen (also beziehungslosen) Objekten rekonstruiert werden kann.

### Fiktive Welten
Um die Figuren und Geschehnisse in Büchern, Serien, Filmen oder Spielen von der realen Welt abzugrenzen, werden unter anderem Ausdrücke wie Serienuniversum oder Filmuniversum verwendet. Sie beziehen sich darauf, dass die Welt, wie sie im entsprechenden Medium gezeigt wird, nicht real ist, aber trotzdem als eine komplette Welt zu verstehen ist. Je detaillierter und stimmiger das ‚Worldbuilding‘ (also das Gestalten der Zusammenhänge innerhalb der erdachten Handlungswelt) ist, desto besser gelingt eine Immersion des Konsumenten (Lesers, Spielers) in die fiktive Welt.